# Juan José Heydeck
Moshé Levy o Levy Moshé Heydeck, dit després de la seva conversió a l'anglicanisme i al catolicisme, Juan José Heydeck (Gunzenhausen, Baviera, 1755 - Madrid, després de 1815), va ser un hebraista, escriptor i traductor d'origen jueu i alemany.

## Biografia
Tenint encara la religió del judaisme, va estudiar Filosofia i Sagrades Escriptures a la Universitat de Praga i després llengües orientals. Posteriorment estudià Llengües modernes d'Europa i viatjà per aprendre-les millor.
Va ser escollit rabí i va rebre el grau de doctor en les quatre sinagogues unides de Dulken, Emmerich, Wesel i Gravenbroich, prop de Colònia.
Tanmateix, l'any 1779 es convertí a Anglaterra a l'anglicanisme i el 1783 ho feu al catolicisme. Va ensenyar llengües orientals a la Universitat de Dublin i després es traslladà als Estats Units on estudià els dialectes locals.
Segons el professor Cecil Roth. gran part del passat de Heydeck va ser falsificat voluntàriament per ell mateix.
De tornada dels Estats Units, a Santo Domingo el seu vaixell va naufragar. Carles III d'Espanya li concedí l'ocupació d'agregat a la Càtedra d'Hebreu. Gràcies a les cartes de recomanació que havia portat Heydeck de Santo Domingo, l'Inquisidor General de la Cort, Agustín Rubín de Ceballos, s'havia erigit com valedor de Heydick a Espanya. Va estar vinculat al Santo Oficio (Inquisició) a la Cort com relator i intèpret en causes d'estrangers i jueus com a mínim des de 1794 a 1806. La més polèmica de les seves obres va ser la seva Ilustración de la inscripción hebrea que se halla en la iglesia de Nuestra Señora del Tránsito de la ciudad de Toledo, traducida al español (1795), que donaria lloc a controvèrsies amb la Real Academia de la Historia (Memoria 1799, 31-70); és una obra errònia que faria patir al seu amic i defensor Cándido María Trigueros. Igualment pretenia haver trobat i desenvolupato una vacuna jenneriana contra la verola amb pus de cabra, que resultà ser falsa.

## Obres
- Defensa de la Religión Christiana, tomo I, Madrid, 1792.
- Defensa de la Religión Christiana, tomo II, Madrid, 1793.
- Ilustración de la inscripción hebrea que se halla en la iglesia del Tránsito de la ciudad de Toledo, Madrid, 1795.
- Apéndice á la ilustración de la inscripción hebrea de la Iglesia del Tránsito de Toledo, Madrid, 1795.
- Defensa de la Religión Christiana, tomo III, Madrid, 1797, 478 p.
- Defensa de la Religión Christiana, tomo I, 2ª edición, Madrid, 1797, 186 p.
- Defensa de la Religión Christiana, tomo II, 2ª edición, Madrid, 1798, 267 p.
- Defensa de la Religión Christiana, tomo IV, Madrid, 1798.
- La fe triunfante o Carta a la Junta llamada el Gran Sanhedrín de los judíos de París, y a todo el pueblo hebreo esparcido por el mundo, Madrid, 1815.